# Pablo Marcos
Pablo Marcos né le 31 mars 1937 au Pérou est un dessinateur de bande dessinées qui a surtout travaillé pour des éditeurs américains.

## Biographie
Pablo Marcos naît le 31 mars 1937 au Pérou. Alors qu'il étudie l'économie à l'université de Lima, il commence à dessiner des caricatures pour des magazines politiques comme Rochabus ou Zamba Conuto. Dans les années 1960, il dessine les strips Benito Puma et une adaptation de James Bond. Dans les années 1970, il part vivre avec sa famille aux États Unis, dans le New Jersey et travaille pour des éditeurs américains de comics. Il travaille d'abord pour Skywald Publishing et collabore alors avec Sol Brodsky. Puis on le retrouve chez DC Comics, Marvel Comics et Atlas/Seaboard Comics où il travaille sur de nombreux titres. Ensuite, il est chez Warren Publishing pour des histoires d'horreur.

## Récompenses
En 2021, il est inscrit au Joe Sinnott Hall of Fame lors des Inkwell Awards.